# Olintepeque
Olintepeque é uma cidade da Guatemala do departamento de Quetzaltenango.